# Daltonide
Als Daltonide bezeichnet man in der Chemie Verbindungen, die aus Elementen in festen Proportionen zusammengesetzt sind. Der Begriff ist nicht mehr sehr geläufig, er geht auf die Entdeckung der konstanten Proportionen von John Dalton zurück.  (Die umgangssprachliche Tendenz, solche Verbindungen als "stöchiometrisch" zu bezeichnen, ist ungenau, da Stöchiometrie lediglich die Lehre von der Messung der Stoffmengenverhältnisse ist und nichts über das Ergebnis aussagt.)  Die meisten bekannten Verbindungen sind Daltonide.

## Beispiele
Einige Beispiele von Daltoniden sind:
- Salze, z. B. NaCl
- Moleküle, z. B. H2O

## Gegenteil
Das Gegenteil von Daltoniden sind Berthollide, in welchen die Elemente nicht alle in konstanten Proportionen vorhanden sind (z. B. Mischkristalle, Gläser, Legierungen, Polymere, Keramiken). Die Gemeinsamkeit der bertholliden Stoffe besteht also darin, dass sie variable Zusammensetzungen haben: z. B. 
- Lithiumgraphit C6Lix (x= 0 bis 1).
- Apatit Ca5(PO4)3X (X=F, Cl, OH)